# Frederik Numsen
Frederik (von) Numsen (født 10. februar 1737, død 1802 i Rusland) var en dansk officer og general.

## Ungdom og karriere
Han var søn af feltmarskal Michael Numsen, blev 1750 kornet i Hestgarden, 1754 løjtnant, 1756 kongelig fløjadjudant, 1759 generaladjudant, 1761 ritmester, 1766 kammerherre. Numsen havde deltaget i Syvårskrigen på fransk og østrigsk side og blev ved mobiliseringen i Holsten 1763 ansat som generaladjudant i overgeneral grev Saint-Germains stab. Samme år blev han oberstløjtnant ved slesvigske kavaleriregiment, 1769 karakteriseret oberst. Da Struensee i maj 1771 opløste Hestgarden, blev det overdraget Numsen af samtlige dragonregimenter at udsøge 300 af de bedste folk og heste til en eksercertrop, som han blev kommandør for. Den skulle være en mønsterafdeling og særlig fremme ridefærdigheden i hæren og danne en slags livvagt ("den flyvende Garde"), medens hoffet havde sommerophold på Hirschholm Slot. Numsen var imidlertid nøje knyttet til Struensees modstandere, og måske fordi man havde mistanke herom, blev eksercertroppen opløst i september samme år og Numsen sendt til Fredericia (senere til Randers) som chef for 3. jyske Dragonregiment (1772 jyske Regiment Rytteri, 1785 jyske Dragonregiment).

## Efter Struensee
Efter Regeringsskiftet 1772 blev Numsen, der nød anseelse som en ualmindelig dygtig og kundskabsrig officer, en del benyttet i særlige hverv. Således var han 1773 medlem af en kommission, der skulle give forslag til hærens reform i national retning. Samme år blev han Ridder af Dannebrog, 1777 generalmajor. Også hos kronprins Frederik, der nærede en lidenskabelig interesse for militærvæsenet, tegnede det til, at Numsen skulle få stor indflydelse, da der pludselig skete et omslag. 1785 fremkom der klager over Numsen for mislig embedsførelse i forskellige retninger, og en overkrigskommission blev nedsat for at undersøge disse. Han fik 1788 befaling til at fratræde kommandoen over regimentet, men beskyldningerne viste sig dog snart i hovedsagen at være grundløse, så han, uagtet sagen imod ham endnu ikke var endelig pådømt, 1789 udnævntes til generalløjtnant. Numsen havde dog allerede forladt fædrelandet og var med samme grad gået i russisk tjeneste. Her fik han kommando over en afdeling af den mod de svenske i Finland opstillede hær og førte denne afdeling med udmærkelse bl.a. i Slaget ved Anjala ved grænsefloden Kymene, 1790. Numsen døde i Rusland 1802. Først et år forinden var der faldet resolution på den over ham fældede generalkrigsretsdom, ved hvilken han var idømt en pengebøde.
Numsen blev gift 1. gang 16. december 1763 med hofdame Francisca Eleonore von der Osten (d. 8. januar 1765), datter af gehejmeråd Wilhelm August von der Osten; 2. gang 3. november 1775 med Elisabeth Birgitte Sehested (d. 23. juni 1804), datter af oberstløjtnant Niels Sehested til Broholm og enke efter oberstløjtnant Jens Sehested til Rydhave.